# Okamgnienie
Okamgnienie – książka Stanisława Lema po raz pierwszy wydana w 2000 roku nakładem Wydawnictwa Literackiego. 
Na dzieło składa się zbiór nie publikowanych nigdzie wcześniej esejów, dotyczących rozległych zagadnień filozoficzno–naukowych: od genezy życia na Ziemi i możliwości jego istnienia we Wszechświecie, poprzez zagadnienia ewolucji i inżynierii genetycznej – aż po przyszły bieg dziejów ludzkości i  jego ostateczny finał. Utwór nawiązuje do wcześniejszego dzieła Lema Summa technologiae (1964).
W wydaniu z 2010 roku (Agora) Okamgnienie ukazało się w jednym tomie ze zbiorem Wejście na orbitę.

## Spis utworów
- Wstęp
- Dylematy
- Plagiaty i kreacje
- Spór o nieśmiertelność
- Fatalny stan rzeczy
- Cywilizacje kosmiczne
- Statystyka cywilizacji kosmicznych
- N = R*fpneflfifcL
- Człowiek w kosmosie
- Oczami konstruktora
- Robotyka
- Makrok
- Inteligencja, rozum, mądrość
- Paradoksy świadomości
- Inteligencja - przypadek czy konieczność
- Ryzykowne koncepcje
- Inna ewolucja
- Kłopoty
- Zmiany
- Tertio millennio adveniente
- Przyszłość jest ciemna
- Logorhea